# Fisiocràcia

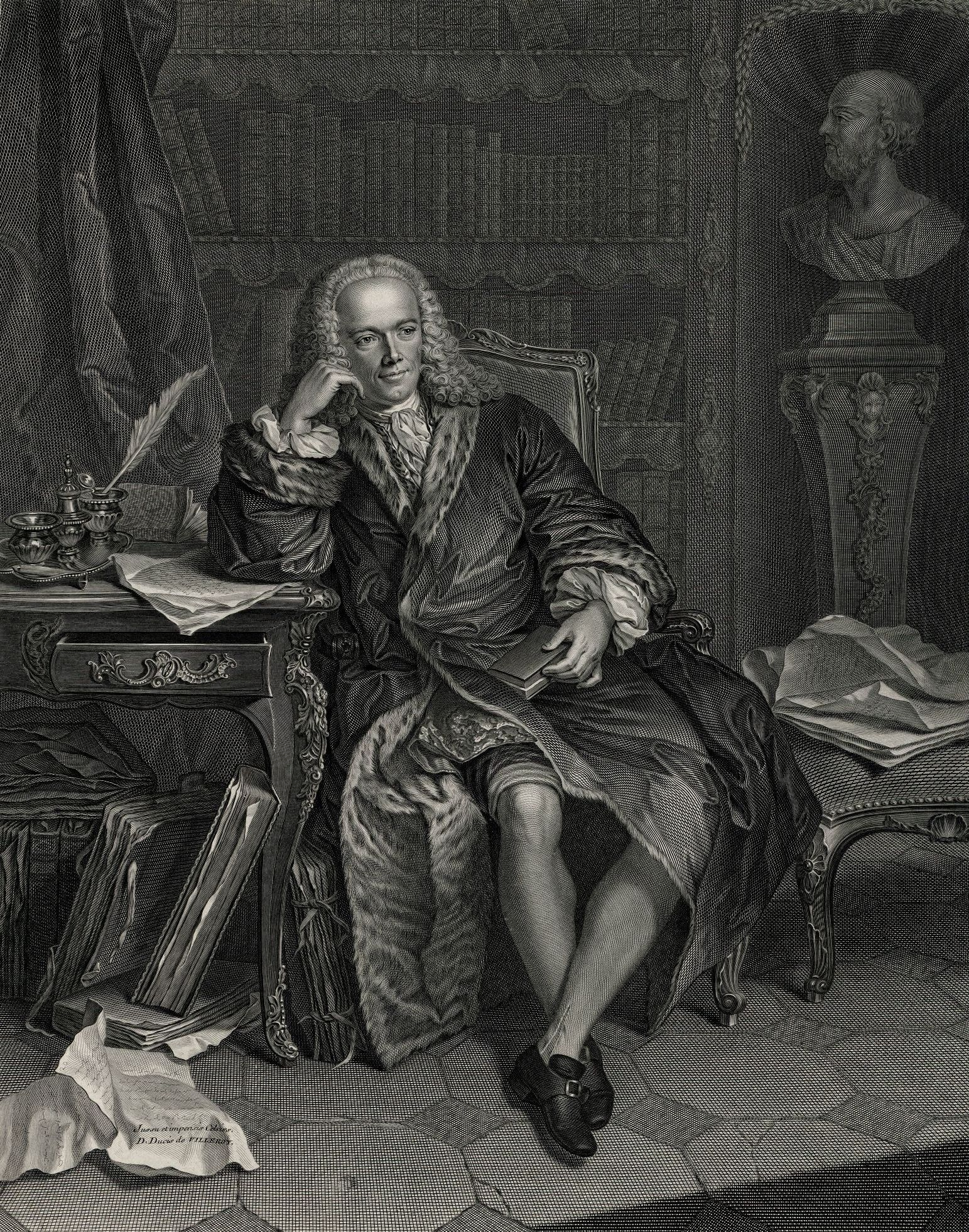
François Quesnay

La fisiocràcia era una escola de pensament econòmic del segle xviii fundada per François Quesnay i Anne Robert Jacques Turgot a França. Afirmava l'existència d'una llei natural per la qual el bon funcionament del sistema econòmic estaria assegurat sense la intervenció del govern. La seva doctrina queda resumida en l'expressió «laissez faire, laissez passer» (deixar fer, deixar passar).
L'origen del terme fisiocràcia prové del grec i vol dir "govern de la naturalesa", al considerar els fisiòcrates que les lleis humanes havien d'estar en harmonia amb les lleis de la naturalesa. Això està relacionat amb la idea que només en les activitats agrícoles la naturalesa possibilita que el resultat obtingut sigui superior als recursos utilitzats en la producció sorgint així un excedent econòmic. Els fisiòcrates van denominar d'estèrils a les activitats com la manufactura o el comerç on la producció sols seria suficient per a reposar els recursos utilitzats.

## La fisiocràcia com primera doctrina econòmica liberal
La fisiocràcia sorgeix com una reacció de tipus intel·lectual a la concepció de la vida intervencionista del pensament mercantilista. I per aprofundir més les diferències, van estudiar les forces reals que conduïxen al desenvolupament i creació del valor físic, sent que François Quesnay, en la seva obra Tableau Economique, va elaborar la primera descripció de l'economia com un flux circular de béns i diners. Aquest flux de béns a canvi de diners es donaria entre tres classes socials: els agricultors, els terratinents, i els comerciants i industrials. Per a Quesnay, que era metge, la circulació de la riquesa en una nació era com la circulació de la sang al cos.
Els fisiòcrates consideraven que tota la riquesa venia de la terra i que, de totes les altres branques de l'activitat, només l'agricultura produïa més del que es necessitava per a mantenir als qui s'ocupaven d'ella. Al provenir de la terra l'únic excedent, cap a ella havia de dirigir-se l'estat per a obtenir fons, pel que propugnaven l'impost únic sobre la terra i suggerien l'anul·lació de tots els establerts pels mercantilistes. La tendència general dels fisiòcrates és el lliure canvi. La tasca de l'economista es redueix a descobrir el joc de les lleis naturals. La intervenció de l'estat és inútil, car no faria altra cosa que interferir aquest ordre essencial. L'interès dels fisiòcrates es concentrava en gran manera en la definició d'una estratègia macroeconòmica de desenvolupament que inclogués polítiques coherents.

## Importància de la producció agrícola enfront del comerç
Per als fisiòcrates, en oposició al mercantilisme, la riquesa d'una nació procedia de la seva capacitat de producció i no de les riqueses acumulades pel comerç internacional. I consideraven que l'única activitat generadora de riquesa per a les nacions era l'agricultura.
Els fisiòcrates van assumir que donada la seva observació dels mercats, la manufactura era una activitat estèril, ja que no es veia un gran avanç en aquest sector. Òbviament, això es devia a la grandària de la indústria de llavors, anterior a la revolució industrial. La qual cosa constitueix una fallada de la seva anàlisi, que es deriva també del major interès en la productivitat física i no en la productivitat del valor. També defensaven que l'agricultura era l'únic sector productiu capaç de crear riquesa, mentre que el comerç i la indústria tan sols permetien la distribució d'aquesta riquesa; els fisiòcrates estaven en contra de les polítiques de comerç internacional mercantilistes, afavoridores del proteccionisme.

## Fisiòcrates destacats
- Richard Cantillon
- François Quesnay
- Jean-Claude Marie Vicent de Gournay
- Victor Riquetti
- Pierre Samuel du Pont de Nemours
- Guillaume François Le Trosne